# Stygnomimus malayensis
Stygnomimus malayensis is een hooiwagen uit de infraorde Grassatores